# Илия Божинов
Илия Стойчев Божинов е български революционер, деец на Вътрешната македоно-одринска революционна организация.

## Биография
Божинов е роден в леринското село Арменско, тогава в Османската империя, днес Алона, Гърция. Влиза във ВМОРО. От 1900 до 1902 година е четник при Марко Лерински, а от 1902 до 1903 - при Георги Попхристов. След Илинденско-Преображенското въстание емигрира в Съединените щати, но през 1907 година се завръща и отново се занимава с революционна дейност като става четник при Кръстьо Льондев. След Младотурската революция в 1908 година отново заминава за САЩ, но пак се завръща в 1910 година и действа начело на чета в родното си Леринско до Балканската война.